# 若林楽人
若林 楽人（わかばやし がくと、1998年4月13日 - ）は、北海道白老郡白老町出身のプロ野球選手（外野手）。右投右打。読売ジャイアンツ所属。

## 経歴

### プロ入り前
5歳で野球を始め、白老町立緑丘小学校1年次に緑丘ファイターズに入る。6年生の時にはファイターズジュニアでもプレーした。白老町立白老中学校野球部3年次には全日本少年軟式野球大会でベスト16を経験している。
駒澤大学附属苫小牧高等学校では1年秋からベンチ入り、3年次から三塁手のレギュラーだった。2年春に全道大会で準優勝したが、甲子園出場経験はない。1学年上には伊藤大海がいる（ドラフトでは同期にあたる）。
駒澤大学に進学すると、1年春からベンチ入りし、2年生からはレギュラーとして活躍。4年生の秋には東都大学リーグ戦で打率.310、本塁打4本を記録し、ベストナインを獲得した。同期に緒方理貢、前田研輝がいる。
2020年10月26日に行われたドラフト会議で、埼玉西武ライオンズから4位指名を受け、契約金4000万円、年俸1000万円（金額は推定）で契約した。背番号は35。担当スカウトは竹下潤。

### 西武時代
2021年はオープン戦で打率.156と調子は悪かったが、同じくルーキーのブランドンとともに、開幕一軍メンバーに入った。4月7日の東北楽天ゴールデンイーグルス戦では同期入団のブランドン・渡部健人に続いてプロ初本塁打を記録。新人3選手が1年目のシーズンに本塁打を記録するのは1981年の石毛宏典・広橋公寿・岡村隆則以来、40年ぶりの記録となった（ドラフトによる入団選手としては球団史上初）。同9日の千葉ロッテマリーンズ戦で初めて1番で起用されると、自打球や足の張りで欠場することもあったが、多くの試合で1番を任された。5月は月間打率.333と好調で両リーグトップの盗塁数を記録していたが、5月30日の阪神タイガース戦でジェフリー・マルテが放った打球を処理する際に左膝を負傷して途中交代した。検査の結果、左膝前十字靭帯損傷と診断され戦線離脱、6月23日に左膝前十字靭帯再建術を受け、復帰まで9か月かかる見込みであることが7月5日に同球団から発表された。残りのシーズンはリハビリに費やし、ルーキーイヤーは一軍で44試合の出場で打率.278・2本塁打・10打点・20盗塁という成績であった。オフに400万円増となる推定年俸1400万円で契約を更改した。
2022年は、リハビリ生活を経て、5月31日の阪神タイガース戦で「2番・右翼手」として先発出場し一軍復帰を果たす。第一打席で左前安打を放ち、翌日の6月1日の阪神戦では、復帰後初めて盗塁も成功させた。最終的に28試合の出場に留まり、打率.207、3盗塁という成績だった。11月30日、180万円減となる推定年俸1220万円で契約を更改した。
2023年は、2月25日の練習試合で左脇腹の肉離れで離脱。開幕後の4月18日に一軍に合流し、翌19日の福岡ソフトバンクホークス戦では2年ぶりとなる本塁打を放った。5月7日のオリックス戦で同点打と勝ち越し打を含む4打点を挙げた。6月14日に登録抹消されると、その後は一軍登録はなく、36試合の出場で打率.244、1本塁打、4盗塁の成績でシーズンを終えた。10月25日には2021年に実施した手術で左膝に埋め込んだ金具を除去する手術を行った。11月23日、現状維持となる推定年俸1220万円で契約を更改した。
2024年は「2番・右翼手」で開幕スタメン入りも、開幕から4試合の先発出場で18打席ノーヒット。4度目の先発出場となった4月5日の日本ハム戦では、7回裏に同点を許す失策もあり、この試合を最後に出場機会がなく、同8日に出場選手登録を抹消された。4月21日時点で二軍で打率.419を記録。同日昇格し、同日の楽天戦に先発出場し、第3打席でシーズン初安打。4月30日の日本ハム戦からは先発出場が続き、翌5月1日の同カードではともに自身初となる1試合2本塁打とサヨナラ本塁打でチームを勝利に導いた。ただ、5月7日のロッテ戦では0-0で迎えた5回裏二死一・二塁という場面から、先発のボーがソトを右翼方向へのフライに打ち取ったものの、若林が上空の強風を読み切れず、捕球できないばかりか後逸。これが先制かつ決勝の2点適時三塁打となってチームは敗れ、続く同10日の楽天戦では4月29日以来となるベンチスタート。その後の先発出場は3試合にとどまり、5月22日には急性腰痛で出場選手登録を抹消された。

### 巨人時代
2024年6月24日、松原聖弥との交換トレードが成立し、読売ジャイアンツへと移籍することが両球団より発表された。背番号は59。翌25日に巨人の球団事務所で入団会見を実施。その後イースタン・リーグでの出場を経て、6月28日に移籍後初昇格。同日の広島東洋カープ戦（東京ドーム）で移籍後初出場。代打として起用されたが、右飛だった。6月30日の広島戦（東京ドーム）で「6番・左翼手」で移籍後初先発出場。移籍後初安打・打点となる適時打を含む2安打を記録した。7月12日の横浜DeNAベイスターズ戦では移籍後初サヨナラ適時打を記録した。西武時代の5月1日の日本ハム戦に続き、史上初の同一シーズン両リーグサヨナラ打となった（同一シーズン複数球団での記録も初）。また、7月21日の中日ドラゴンズ戦（バンテリンドーム ナゴヤ）では松葉貴大から移籍後初本塁打を記録した。同一シーズン両リーグ本塁打はプロ野球史上9人目の記録となった。9月1日の阪神戦後に息苦しさや胸と背中に強い痛みを感じたため病院を受診し、翌2日に出場選手登録抹消となると、翌3日に自然気胸で緊急入院し治療を受けていることが球団から発表された。9月中旬に退院しリハビリ班に合流したが、そのままシーズンを終えた。巨人では27試合に出場し、打率.214、1本塁打、7打点を記録。11月22日、580万円増となる推定年俸1800万円で契約を更改した。
2025年は、前年に1番打者を務めていた丸佳浩の離脱に伴い、東京ヤクルトスワローズとの開幕戦に「1番・左翼手」で先発出場を果たすと、延長10回に清水昇からサヨナラ打を放つなど4安打を記録。開幕戦での4安打は1972年の王貞治以来球団53年ぶり2人目の快挙となり、球団史上初の開幕戦での5点差を逆転しての勝利に貢献した。その後も外野のレギュラー格として6月12日までに52試合に出場して、打率.265、3本塁打、14打点、6盗塁を記録していた。同日のソフトバンク戦に先発出場したが、3回の攻撃終了後に左脚の違和感を訴えて途中交代。左大腿二頭筋筋損傷と診断され、14日に登録を抹消された。

## 選手としての特徴
走攻守高いレベルでバランスが取れていると評され、50m走5秒8の俊足と遠投125mの強肩を持つ。
大学4年時の春、コロナ禍によるリーグ戦が中止になったことで筋力トレーニングに集中した結果、身体能力が向上したという。
プロ入り時の担当スカウトである竹下潤からは「盗塁のセンスがある」として盗塁時のスタートの良さを評価されている。プロ入り後も球界トップクラスの俊足の持ち主と評されている一方で、若林は「（プロ入り前まで）自分の長所は長打力と外野守備だと思っていた」「足は元々、自分の武器ではなかったんです（上記の筋力トレーニングで走力も向上したが、武器とは考えていなかった）」と語っている。プロ1年目の春季キャンプで「一塁からスタートを切り、二塁到達までのタイムを測る練習」があり、球界トップクラスのタイムを叩き出したことで、当時守備走塁コーチの小関竜也と黒田哲史の目に止まったことがきっかけだという。なお、プロ1年目に故障離脱まで僅か44試合で20盗塁を記録したが、「盗塁、好きじゃなかったんです。スライディングにしても上手くないですし。それは今でも思っています」（2024年春頃）とも語っている。

## 人物
- 愛称は「ワカ」[65]、「楽人様（ダンディーな顎髭とクールな立ち居振る舞いから）」[66]。
- 実家は北海道白老郡の眞證寺（浄土真宗本願寺派）だとドラフト時に報道されたが「何かの記事が出て、実家が寺ってよく間違えられるんですよ。親戚が寺をやっていて、そこで父が働いているんです」と本人が明かしている[67][3]。僧侶の父は西武ファンであり[68]、若林自身も幼少期から大の西武ファンである[69]。
- 「楽人」という名前は日本の古典音楽の雅楽における「指揮者」を意味している[68]。
- 駒大苫小牧高校及び駒澤大学野球部では主将を務めた[70]。

## 詳細情報

### 年度別打撃成績
| 年 度     | 球 団     | 試 合 | 打 席 | 打 数 | 得 点 | 安 打 | 二 塁 打 | 三 塁 打 | 本 塁 打 | 塁 打 | 打 点 | 盗 塁 | 盗 塁 死 | 犠 打 | 犠 飛 | 四 球 | 敬 遠 | 死 球 | 三 振 | 併 殺 打 | 打 率 | 出 塁 率 | 長 打 率 | O P S |
| --------- | --------- | ----- | ----- | ----- | ----- | ----- | -------- | -------- | -------- | ----- | ----- | ----- | -------- | ----- | ----- | ----- | ----- | ----- | ----- | -------- | ----- | -------- | -------- | ----- |
| 2021      | 西武      | 44    | 161   | 144   | 14    | 40    | 8        | 1        | 2        | 56    | 10    | 20    | 8        | 2     | 1     | 10    | 0     | 4     | 41    | 3        | .278  | .340     | .389     | .729  |
| 2022      | 西武      | 28    | 95    | 87    | 5     | 18    | 0        | 0        | 0        | 18    | 3     | 3     | 1        | 2     | 0     | 4     | 0     | 2     | 34    | 0        | .207  | .258     | .207     | .465  |
| 2023      | 西武      | 36    | 94    | 90    | 7     | 22    | 5        | 1        | 1        | 32    | 7     | 4     | 2        | 2     | 0     | 2     | 0     | 0     | 30    | 2        | .244  | .261     | .356     | .616  |
| 2024      | 西武      | 19    | 66    | 62    | 3     | 8     | 0        | 0        | 3        | 17    | 5     | 2     | 1        | 2     | 0     | 1     | 1     | 1     | 12    | 4        | .129  | .156     | .274     | .431  |
| 2024      | 巨人      | 27    | 44    | 42    | 3     | 9     | 1        | 1        | 1        | 15    | 7     | 1     | 0        | 0     | 0     | 1     | 0     | 1     | 11    | 0        | .214  | .250     | .357     | .607  |
| '24計     | 巨人      | 46    | 110   | 104   | 6     | 17    | 1        | 1        | 4        | 32    | 12    | 3     | 1        | 2     | 0     | 2     | 1     | 2     | 23    | 4        | .163  | .194     | .308     | .502  |
| 通算：4年 | 通算：4年 | 154   | 460   | 425   | 32    | 97    | 14       | 3        | 7        | 138   | 32    | 30    | 12       | 8     | 1     | 18    | 1     | 8     | 128   | 9        | .228  | .272     | .325     | .597  |

- 2024年度シーズン終了時

### 年度別守備成績
| 年 度 | 球 団 | 外野  | 外野  | 外野  | 外野  | 外野  | 外野     |
| 年 度 | 球 団 | 試 合 | 刺 殺 | 補 殺 | 失 策 | 併 殺 | 守 備 率 |
| ----- | ----- | ----- | ----- | ----- | ----- | ----- | -------- |
| 2021  | 西武  | 44    | 74    | 1     | 1     | 0     | .987     |
| 2022  | 西武  | 25    | 34    | 1     | 0     | 1     | 1.000    |
| 2023  | 西武  | 27    | 48    | 0     | 0     | 0     | 1.000    |
| 2024  | 西武  | 17    | 38    | 2     | 1     | 2     | .976     |
| 2024  | 巨人  | 24    | 20    | 1     | 0     | 0     | 1.000    |
| '24計 | 巨人  | 41    | 58    | 3     | 1     | 2     | .984     |
| 通算  | 通算  | 137   | 214   | 5     | 2     | 3     | .991     |

- 2024年度シーズン終了時

### 表彰
- 月間サヨナラ賞：1回（2024年5月[71]）

### 記録
初記録
- 初出場：2021年3月26日、対オリックス・バファローズ1回戦（メットライフドーム）、7回表に西川愛也に代わり左翼手で出場
- 初先発出場：2021年3月27日、対オリックス・バファローズ2回戦（メットライフドーム）、「9番・左翼手」で先発出場
- 初打席：同上、2回裏に宮城大弥から右飛
- 初打点：同上、7回裏に宮城大弥から押し出し死球
- 初盗塁：2021年3月30日、対北海道日本ハムファイターズ1回戦（札幌ドーム）、2回表に二盗（投手：河野竜生、捕手：清水優心）
- 初安打：2021年4月4日、対福岡ソフトバンクホークス3回戦（福岡PayPayドーム）、9回表に岩嵜翔から左前打
- 初本塁打：2021年4月7日、対東北楽天ゴールデンイーグルス2回戦（メットライフドーム）、5回裏に則本昂大から左越ソロ

その他の記録
- 同一シーズン2球団でサヨナラ打：2024年 ※史上初[53]
- 同一シーズン2球団で本塁打：2024年 ※史上10人目[72]

### 背番号
- 35（2021年[9] - 2024年6月24日）
- 59（2024年6月25日[45] - ）